# 지옥의 7인
《지옥의 7인》(Uncommon Valor)은 미국에서 제작된 테드 코체프 감독의 1983년 액션, 드라마, 스릴러 영화이다. 진 핵크만 등이 주연으로 출연하였고 존 밀리어스 등이 제작에 참여하였다.

## 줄거리
1980년대 초, 1972년 베트남 전쟁에서 전투 중 실종 처리된 아들을 찾기 위해 전 미국 해병대 대령이 사람들을 모은다.

## 출연

### 주연
- 진 해크먼 - 제이슨 로즈 역

### 조연
- 프레드 워드
- 렙 브라운
- 랜들 텍스 코브
- 패트릭 스웨이지
- 해롤드 실베스터
- 팀 타머슨
- 로버트 스택

## 기타
- 협력프로듀서: 윙스 하우저
- 미술: 제임스 L. 샤피
- 배역: 린 스털매스터
- 배역: 토니 하워드